# Гриф (Вейгерово)
Вейгеровський спортивний клуб «Гриф» (пол. Wejherowski Klub Sportowy Gryf) — польський футбольний клуб з Вейгерово, заснований у 1921 році. Виступає в Другій лізі. Домашні матчі приймає на Стадіоні Грифа, місткістю 1 050 глядачів.

## Історія назв
- 1921 — Спортивне товариство «Кашуб'я» Вейгерово;
- 1945 — Спортивний клуб «Гриф»;
- 1952 — Міський міжорганізаційний спортивний клуб «Гриф»;
- 1998 — Вейгеровський спортивний клуб «Гриф»;
- 2005 — Вейгеровський спортивний клуб «Гриф-Норспол» Вейгерово;
- 2007 — Вейгеровський спортивний клуб «Гриф-Орлекс» Вейгерово;
- 2012 — Вейгеровський спортивний клуб «Гриф-Орлекс»;
- 2014 — Вейгеровський спортивний клуб «Гриф».